# Andinotrichoderes
Andinotrichoderes is een kevergeslacht uit de familie van de boktorren (Cerambycidae). De wetenschappelijke naam van het geslacht werd voor het eerst geldig gepubliceerd in 1960 door Tippmann.

## Soorten
Andinotrichoderes is monotypisch en omvat slechts de volgende soort:
- Andinotrichoderes pellitus Tippmann, 1960